# ميلي فانيلي
كان ميلي فانيلي ثنائي آر أند بي ألماني فرنسي من ميونخ. أسس المجموعة فرانك فاريان في عام 1988 وتألفت من فاب مورفان وروب بيلاتوس. ألبومهم الأول، All or Nothing in Europe، الذي أعيد تشكيله ليصبح Girl You Know It True في الولايات المتحدة، حقق نجاحًا دوليًا وحصل على جائزة غرامي لأفضل فنان جديد في 21 فبراير 1990.